# 하노버 중앙역
하노버 중앙역(독일어: Hannover Hauptbahnhof)는 독일 니더작센주의 하노버의 주요 기차역이다. 철도 교차점은 DB Station&Service에 의해 철도 카테고리 1역으로 등재된 21개 역 중 하나이다. 또한 하노버 지역에서 가장 중요한 대중교통 허브이며, 지역과 S-반 서비스를 제공한다. 역에는 열두 개의 플랫폼 트랙이 있는 여섯 개의 플랫폼과 플랫폼이 없는 두 개의 트랙이 있다. 2012년 10월 기준, 매일 25만 명의 승객이 사용하고 622대의 열차가 플랫폼에서 정차한다. 약 2천 명의 사람들이 이곳에서 일한다.

## 역사
현재 부지의 첫 번째 역, 레어테에 선을 제공한 임시 건물은 1843년에 건립되었다. 기념비적 인 종착역을 건설하는 대신 선로와 함께 관통 역이 건설되어 독일의 주요 도시에서 처음으로 역을 통과했다.
최초의 중앙역(Central-Bahnhof)은 1845년부터 1847년까지 지어졌다. 건축가는 확실하지 않지만, 원시적인 도시 건축가 아우구스트 하인리히 안드레애가 특정 위치를 선택하는 데 관여했으며 하노버 법원 건축가 게오르크 루트비히 프리드리히 라베스와 페르디난드 슈바르츠가 기여했다고 확신한다. 그것은 엄격하게 대칭 건물로 낭만적인 신고전주의 양식으로 지어졌다. 거대한 벽돌은 노란색 석고로 덮여있었다. 라베스는 게오르크슈트라세와 철도 사이의 지역을 위해 새로운 지구인 에른스트-아우구스트-슈타트(Ernst-August-Stadt)를 계획했다. 도로는 여러 방향에서 인도되어 역 앞 광장인 에른스트-아우구스트-플라츠(Ernst-August-Platz)에 수렴되었다.
목조 플랫폼 지역은 입구 건물 옆과 두 트랙의 양쪽에 지어졌다. 그것은 동쪽과 서쪽으로 달리는 여전히 짧은 열차가 같은 플랫폼에서 멈췄기 때문에 첫 번째 교통에 충분했다. 처음에는 통과 열차가 없었다. 첫 번째 경유 열차는 1851년 5월 1일부터 베를린과 쾰른 사이를 운행했다. 첫 번째 철도 워크샵은 역건물 맞은 편에 지어졌다. 1853년 Alfeld, Göttingen 및 Kassel에 이르는 남부 철도의 첫 번째 구간이 개통되면서 관통 역이 철도 교차점으로 만들어졌다. 화물창은 1868년에 역을 구호하기 위해 하인홀츠에 설립되었다.
철도의 교통량이 점점 더 밀집되면서 철도 노선이 도시를 가로지르기 때문에 문제가 발생했다. 1873년에 도시 지역을 통과하는 철도 노선을 4.5m의 높이로 올리기로 결정했다. 오래된 역 건물은 1875년에 철거되었다. 1875년에서 1879년 사이에 건설된 경로는 베를린 슈타트반(Berlin Stadtbahn)과 다른 독일 도시에서도 유사한 프로젝트의 모델이되었다. 1876년에, 일반 화물을 위한 마당이 바이덴담에 설립되었다.

### 1879년의 두 번째 역
첫 번째 역이 거리 수준에서 건설되어 도시의 확장을 방해함에 따라 거리 시스템과 등급이 분리 된 새로운 철도 네트워크를 위해 8km의 철도 트랙이 배치되었다. 또한, 새로운 역은 긴 트랙 시스템을 가지고 있었다. 1873년 워크샵을 라인하우젠과 화물창을 하인홀츠로 이전하고 화물전환 경로를 건설하기 위한 준비 작업 후, 여전히 존재하는 핵심 네트워크의 건설은 1875년에 시작되었다. 새로운 역 건물은 신르네상스 양식의 후베르트 슈티어에 의해 설계되었다. 그것은 다시 메인 홀과 두 개의 날개가 있는 대칭 건물이었으며, 각각은 모퉁이 건물에 의해 완성되었다. 카이세르짐머(Kaiserzimmer, "황제의 방")가 있는 동쪽 모퉁이 건물에는 별도의 진입로가 있었다. 건물은 붉은 벽돌 줄무늬와 사암 기지가 있는 노란색 벽돌로 설계되었다. 일곱 개의 플랫폼 트랙과 두 개의 통과 트랙이 있는 네 개의 플랫폼은 37m 길이의 두 개의 홀로 확장되었다. 거의 30년 된 역 건물의 철거 후, 새로운 역의 건설은 1877년 4월에 시작되었다. 그것은 26개월의 건설 후 1879년 6월 22일에 문을 열었다. 플랫폼에 대한 접근은 세 개의 터널을 통해 이루어졌으며 수하물 운송과 우편 교통을 위한 두 개의 터널이 있었다. 1883년에 완성된 트랙 시스템은 일곱 개의 플랫폼 트랙과 화물열차를 위한 두 개의 중앙 통과 트랙으로 구성되었다. 기차 창고는 각각 폭 37m와 길이 167.5m의 두 개의 별도 홀로 구성되었으며, 2개의 트랙을 통과하는 9.25m의 넓은 공간이 있다. 건설비는 건물의 경우 12.7 백만 마르크, 전체 역 구역에 대해 22.5백만 마르크였다.
1910년에 10번과 11번 트랙 사이에 세 번째 홀이 세워졌다. 강철로 만들어진 새로운 홀은 27.5m의 스팬과 15.3m의 높이를 가졌으며, 시건축가 뮐러가 설계했다. 하노버-함부르크 철도의 운영상의 특별한 중요성은 1913년 랑겐하겐에서 그로부르그웨델을 거쳐 첼레까지 히스 철도에서 계획된 분기선인 하센반(Hasenbahn, "토끼선")의 완공이었다: 1938년 5월부터 열차는 레르테를 통과하지 않고 함부르크와 남부 독일 사이를 직접 운행할 수 있었다. 더 이상 하노버에서 열차가 역행할 필요가 없었다.
1939년 여름 시간표에서 하노버역에는 총 144개의 장거리 도착 및 출발이 예정되어 있었다. 그것은 베를린, 쾰른, 프랑크푸르트 암 마인(Frankfurt am Main)의 터미널역과 라이프치히와 뒤스부르크의 주요 역에 이어 도이치 라이히스반의 장거리 네트워크에서 가장 중요한 교차점이었다.

### 전쟁 피해와 재건
이 역은 1943년 7월과 10월 하노버의 공습 중에 크게 파괴되었다. 홀의 골격과 입구 건물의 외벽만 남았다. 하나의 트랙을 다시 여는 데 나흘이 걸렸다.
1945년 6월 13일, 민덴, 니엔부르크, 괴팅겐까지 전쟁 후 처음으로 여객 서비스가 운행되었다. 8월 14일에는 여객 서비스가 크게 확대되었다. 여객 서비스는 하노버에서 브레머하펜, 뒤스부르크, 하멜린, 괴팅겐, 브라운슈바이크, 우엘젠까지 다시 운행되었다. 1946년 8월 15일, 하노버는 베를린이 파리에서 운영하는 노르드 익스프레스에 의해 전쟁 후 처음으로 다시 복무하였고, 따라서 국제 장거리 네트워크에 다시 연결되었다.
심각한 폭탄 피해 후, 입구 건물의 재건은 1948년 여름에 시작되어 새로 디자인된 인테리어가 있는 외관을 만들었고 오래된 홀의 지붕의 나머지 강철 작업은 제거되었고 플랫폼은 임시 목조 캐노피로 덮여있었다. 플랫폼은 1959년부터 1961년까지 재건되었으며 수하물 리프트가 승객 플랫폼에 구축됨에 따라 수하물 플랫폼이 사라졌다. 중간 입구가 넓어지고 측면 보행자 터널이 닫히고 플랫폼이 새로운 캐노피를 받았다. 1957년부터 신호와 스위치는 기계식 인터록킹으로 제어되었다. 1963년, 다섯 번째 플랫폼은 트랙 12에서 확장되었다(5, 6번 트랙은 플랫폼이 없는 트랙을 통과했다). 남쪽에서 온 트랙의 전철화는 1963년 5월 26일 하노버 중앙역에 도착했다. 전철화는 1963년 12월 20일 레르테로, 1964년 12월 14일 브레멘으로 확대되었다. 함부르크와의 연결은 1964년 말에 전철화되었고, 첼레에 대한 두 트랙은 1965년 4월 6일에 전철화되었다. 레어테에서 브라운슈파이크를 경유하여 Helmstedt까지의 오버 헤드 라인은 1976년까지 완성되지 않았다.

### 하노버 슈타트반 건설
하노버 슈타트반(Hanover Stadtbahn)의 건설은 역에 광범위한 변화를 일으켰다. 재건축 과정에서 전체 역을 운영해야했기 때문에 선로를 막는 것만으로 건설이 가능했다. 1969년 7월부터 1973년 봄 사이에, 여섯 번째 플랫폼이 트랙 13과 14에 세워졌다. 완공되자마자, 1970년부터 1975년까지 두 개의 트랙이 막혔고, 이를 통해 슈타트반 터널과 보행자 층이 건설되었다. 이를 위해 중앙 보행자 터널이 막히고 다시 열린 측면 터널을 통해 플랫폼에 대한 접근이 이루어졌다. 이 구조 조정의 일환으로 스루 트랙 6은 플랫폼 트랙 8과 9 사이에 놓이도록 이동되었지만 스루 트랙 5 (현재 40)는 이전 장소 (현재 80)에 남아있었다. 그런 다음 역이 재건되었다. 캐노피를 포함한 플랫폼도 갱신되었다. 주요 우체국과 Raschplatz에 위치한 소포 우체국 사이의 서쪽 리스터 메일 지하도는 수하물과 우편물을 플랫폼으로 운송하기 위해 긴 경사로로 연결되었다.
1971년 인터시티 네트워크가 도입되면서 하노버는 환승 허브가 되었고, 동일한 플랫폼에서 IC 열차 사이를 변경할 수 있었다. 계단과 플랫폼에 정보를 표시하는 승객 정보 시스템은 1988년 봄에 설치되었다. 정기적으로 예정된 장거리 열차의 총 323건의 도착과 출발로 이 역은 1989년 여름 시간표에서 도이치 분데스반(Deutsche Bundesbahn) 네트워크에서 네 번째로 중요한 교차점이었다.
1993년 현재까지 도이치반의 가장 큰 전자 연동에 대한 공사가 시작되었다. 약 1억 마르크의 비용이 드는 이 시스템은 매일 약 5,000대의 열차와 션트 이동, 279세트의 포인트, 10명의 디스패처가 535개의 신호를 제어하도록 설계되었다. 제조업체에 따르면 1998년 8월 세계에서 가장 크고 가장 진보된 전자 연동이었다.
이 역은 1996년 여름 시간표에 도이치반 네트워크에서 가장 중요한 노드였으며, 매일 398개의 정기 장거리 열차가 도착하고 출발한다.

### 엑스포 2000 리모델링
역은 엑스포 2000을 위해 다시 완전히 재건되었다 : 입구 건물은 외벽에 꽂혀 재건되었다. 중앙 터널은 일광을 허용하기 위해 플랫폼으로 확대되고 개방되었다. 그리고 플랫폼으로의 여객 리프트가 설치되었다. 개종은 역에 산책로를 만들었다. 무엇보다도 7,000 m2 쇼핑 지역은 매표소의 이전과 수하물 운송 시스템 폐쇄 후 입구 건물에 지어졌다.
2004년 여름과 2006년 봄 사이에 지하실의 통로는 광범위하게 현대화되어 Kröpcke에서 Raschplatz까지 Niki-de-Saint-Phalle-Promenade의 일부가 되도록 조정되었다. 20,000m2의 소매 공간에는 2층에 다양한 매장이 있으며 대부분의 상점은 평일 오후 10시까지 영업한다.
하노버 S-반은 2000년 5월 28일에 문을 열었다. 1번, 2번 승강장은 현재 H-Bismarckstraße 및 분스토르프를 향한 S-반 서비스를 제공하고 13번, 14번 승강장은 레어테 및 첼레를 향한 S-반 서비스를 제공한다. 동시에, 역에 대한 접근이 변경되었다 : 서쪽에서는 S-반 트랙의 남쪽에 레어테에 대한 기존 트랙의 남쪽에 추가 트랙이 건설되었고 동쪽에는 기존 트랙의 북쪽에 추가 트랙이 건설되었다.

## 기차 서비스
하노버 하우프트반호프는 하노버 슈타트반과 트램웨이를 제외한 매일 약 622대의 열차가 운행된다. 하노버 하우프트반호프는 함부르크에서 뮌헨까지 남북 ICE 노선을 도르트문트와 쾰른에서 베를린으로 향하는 서쪽-동쪽 노선과 연결한다.
역은 다음과 같은 서비스에 의해 제공된다:

### 장거리
| 편명      | 노선 | 노선 | 간격 (분)                          |
| --------- | --- | --- | ---------------------------------- |
| ICE 10    | Berlin – (Wolfsburg –) Hannover – Bielefeld – Hamm – (portions split/joined in Hamm)                                                                                  | Dortmund – Bochum – Duisburg – Düsseldorf | 060 (120)                          |
| ICE 10    | Berlin – (Wolfsburg –) Hannover – Bielefeld – Hamm – (portions split/joined in Hamm)                                                                                  | Hagen – Wuppertal – Cologne | 060 (120)                          |
| ICE 11    | Hamburg-Altona – Hannover – Göttingen – Fulda – Frankfurt – Stuttgart – Munich                                                                                        | Hamburg-Altona – Hannover – Göttingen – Fulda – Frankfurt – Stuttgart – Munich                                                                                        | Individual services at night       |
| ICE 20    | Hamburg – Hannover – Göttingen – Frankfurt – Mannheim – Karlsruhe – Freiburg – Basel Bad – Basel SBB                                                                  | Hamburg – Hannover – Göttingen – Frankfurt – Mannheim – Karlsruhe – Freiburg – Basel Bad – Basel SBB                                                                  | 120                                |
| ICE 22    | Hamburg – Hannover – Göttingen – Frankfurt – Frankfurt Airport – Mannheim – Stuttgart                                                                                 | Hamburg – Hannover – Göttingen – Frankfurt – Frankfurt Airport – Mannheim – Stuttgart                                                                                 | 120                                |
| ICE 25    | Hamburg – (/ Bremen –) Hannover – Göttingen – Fulda – Würzburg – Nürnberg – Ingolstadt – Munich                                                                       | Hamburg – (/ Bremen –) Hannover – Göttingen – Fulda – Würzburg – Nürnberg – Ingolstadt – Munich                                                                       | 060 (120)                          |
| ICE 26    | Stralsund – Rostock – Hamburg – Hannover – Göttingen – Kassel-Wilhelmshöhe – Marburg – Frankfurt – Heidelberg – Karlsruhe                                             | Stralsund – Rostock – Hamburg – Hannover – Göttingen – Kassel-Wilhelmshöhe – Marburg – Frankfurt – Heidelberg – Karlsruhe                                             | 120                                |
| IC 32     | Berlin – Wolfsburg – Hannover – Münster – Recklinghausen – Düsseldorf – Cologne – Koblenz – Mannheim – Stuttgart – Ulm                                                | Berlin – Wolfsburg – Hannover – Münster – Recklinghausen – Düsseldorf – Cologne – Koblenz – Mannheim – Stuttgart – Ulm                                                | Individual services                |
| ICE 43    | Hannover – Bielefeld – Dortmund – Wuppertal – Cologne – Frankfurt Airport – Mannheim – Karlsruhe – Freiburg – Basel SBB                                               | Hannover – Bielefeld – Dortmund – Wuppertal – Cologne – Frankfurt Airport – Mannheim – Karlsruhe – Freiburg – Basel SBB                                               | Individual services                |
| IC 55     | Dresden – Riesa – Leipzig – Halle – Magdeburg – Hannover – Bielefeld – Hamm – Dortmund – Wuppertal – Köln                                                             | Dresden – Riesa – Leipzig – Halle – Magdeburg – Hannover – Bielefeld – Hamm – Dortmund – Wuppertal – Köln                                                             | 120                                |
| IC 56     | Norddeich Mole – Emden – Leer – Oldenburg – Bremen – Hannover – Magdeburg – Halle – Leipzig                                                                           | Norddeich Mole – Emden – Leer – Oldenburg – Bremen – Hannover – Magdeburg – Halle – Leipzig                                                                           | 120                                |
| IC 77     | Berlin – Wolfsburg – Hannover – Osnabrück – Hengelo – Amersfoort – Amsterdam                                                                                          | Berlin – Wolfsburg – Hannover – Osnabrück – Hengelo – Amersfoort – Amsterdam                                                                                          | 120                                |
| FLX 30    | Leipzig – Lutherstadt Wittenberg – Berlin Südkreuz – Berlin Hbf – Berlin-Spandau – Hannover – Bielefeld – Dortmund – Essen – Duisburg – Düsseldorf – Cologne – Aachen | Leipzig – Lutherstadt Wittenberg – Berlin Südkreuz – Berlin Hbf – Berlin-Spandau – Hannover – Bielefeld – Dortmund – Essen – Duisburg – Düsseldorf – Cologne – Aachen | 1-2 train pairs daily              |
| NJ 401    | Hamburg – Lüneburg – Hannover – Frankfurt – Baden-Baden – Basel – Zürich                                                                                              | Hamburg – Lüneburg – Hannover – Frankfurt – Baden-Baden – Basel – Zürich                                                                                              | Individual services, operator: ÖBB |
| NJ 491    | Hamburg – Hannover – Passau – Wels – Linz – Amstetten – St. Pölten – Vienna                                                                                           | Hamburg – Hannover – Passau – Wels – Linz – Amstetten – St. Pölten – Vienna                                                                                           | Individual services, operator: ÖBB |
| NJ 40491  | Hamburg – Hannover – Würzburg – Nürnberg – Augsburg – Kufstein – Wörgl – Innsbruck                                                                                    | Hamburg – Hannover – Würzburg – Nürnberg – Augsburg – Kufstein – Wörgl – Innsbruck                                                                                    | Individual services, operator: ÖBB |
| FlixNight | Hamburg-Altona – Hamburg Hbf – Hannover Hbf – Freiburg im Breisgau – Lörrach                                                                                          | Hamburg-Altona – Hamburg Hbf – Hannover Hbf – Freiburg im Breisgau – Lörrach                                                                                          | 1 train pair on Sat and Sun        |